# Centromerus sylvaticus
Centromerus sylvaticus là một loài nhện trong họ Linyphiidae. Chúng được John Blackwall miêu tả năm 1841.

## Phân loài
- Centromerus sylvaticus paucidentatus Deltshev, 1983